# Фрай, Дуглас
Дуглас Фрай (англ. Douglas P. Fry; род. 20 сентября 1953) — американский антрополог и конфликтолог. Доктор философии (1986), профессор, завкафедрой университета Северной Каролины в Гринсборо (с 2019), также (с 1996) доцент Академии Або (Вааса, Финляндия). Прежде профессор и завкафедрой антропологии университета Алабамы в Бирмингеме (2014—2019), а до того — научный сотрудник Аризонского университета.
Вспоминал, что будучи подростком ко времени окончания войны во Вьетнаме, сочувствовал движению против войны.
Окончил Калифорнийский университет в Санта-Барбаре (бакалавр, 1976).
Степени магистра (1981) и доктора философии, обе по антропологии, получил в Индианском университете. В 1996—2015 научный сотрудник Аризонского университета. В 2014—2019 профессор и завкафедрой антропологии университета Алабамы в Бирмингеме. С 2019 года профессор и завкафедрой университета Северной Каролины в Гринсборо. Публиковался в American Anthropologist, Bulletin of the Atomic Scientists, Humanities and Social Sciences Communications. Высказывался: «Антропология — это просто замечательная область… она учитывает все мировые культуры и то, что значит быть человеком».
Соавтор, вместе с Рианой Айслер, книги Nurturing Our Humanity (Oxford, 2019). Также автор Beyond War (Oxford University Press, 2007) {Рец. Judith Hand}, The Human Potential for Peace (Oxford, 2006). Редактор War, Peace and Human Nature: The Convergence of Evolutionary and Cultural Views {Рец. Sarah Mathew}.
Женат, супруга — Geneviève Souillac.